# アントニオ・サンチェス

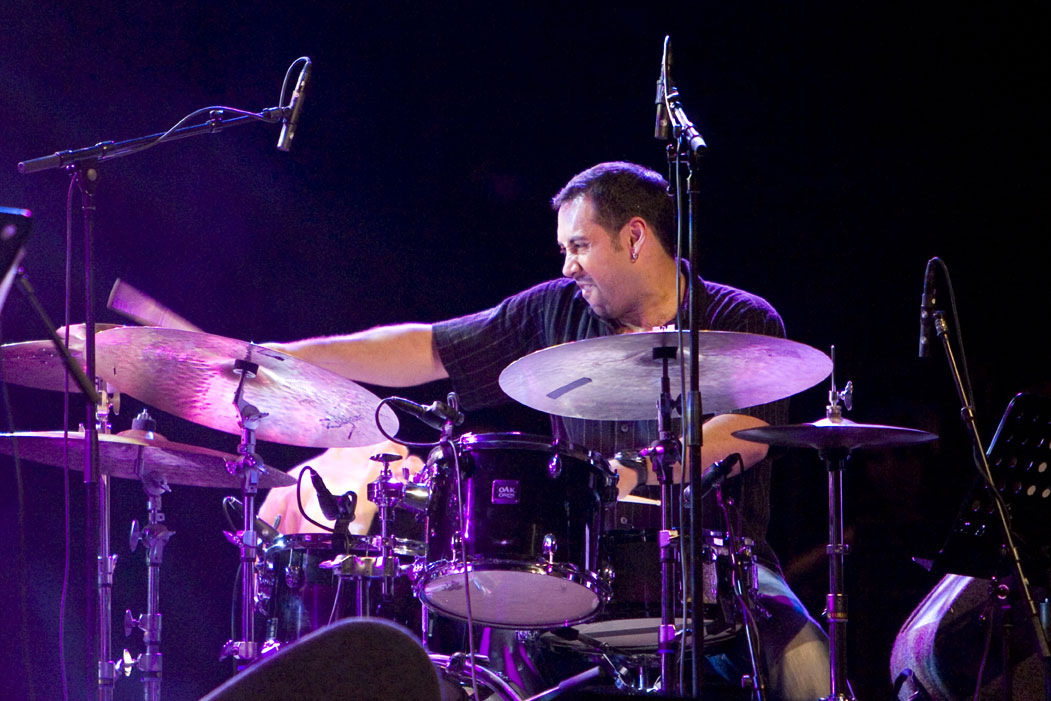
ドラマーのアントニオ・サンチェス (ジョシュア・レッドマン・トリオ)

アントニオ・サンチェス（Antonio Sánchez、1971年11月1日 - ）は、メキシコ系アメリカ人のジャズ・ドラマーにして作曲家であり、ジャズ・ギタリストであるパット・メセニーとの仕事で最もよく知られている。
2014年、アレハンドロ・ゴンサレス・イニャリトゥ監督の映画『バードマン あるいは（無知がもたらす予期せぬ奇跡）』のオリジナル・スコアを担当して、その人気が高まった。サウンドトラック・アルバムは、2014年10月14日にリリースされた。このスコアにより、「ゴールデングローブ賞 作曲賞」と「英国アカデミー賞 作曲賞」にノミネートされ、「放送映画批評家協会賞 作曲賞」と「サテライト賞 作曲賞」を獲得した。

## 略歴

### 教育
サンチェスは、メキシコのメキシコシティで生まれ、5歳でドラムを始めた。十代の頃にはすでにプロとして演奏を始めていた。1993年にメキシコ国立音楽院でクラシック・ピアノの学位を取得した後、マサチューセッツ州ボストンに移り、バークリー音楽大学で学んだ。ジャズ研究をマグナ・クム・ラウデ (成績優秀)で卒業した後、サンチェスはボストンのニューイングランド音楽院でジャズ・インプロヴィゼーションにおけるマスターズの奨学金を取得した。サンチェスは、メキシコの俳優イグナシオ・ロペス・タルソの孫にあたる。

### キャリア
サンチェスがまだ音楽院にいる間、彼の教師であるダニーロ・ペレスが、ディジー・ガレスピーの国連オーケストラにおけるドラム担当としてパキート・デリベラに推薦し、オーケストラとのツアーに参加した。1997年後半、ペレスはサンチェスを自身のアコースティック・トリオの一員として招き、その結果、大規模なツアーが行われ、グラミー賞にノミネートされることとなるアルバム『マザーランド』のレコーディングが行われた。ツアーによって、その演奏が伝説的なギタリストであるパット・メセニーの耳に入り、サンチェスは一連のオーディションの後にドラマーとしてパット・メセニー・グループに加わることを勧められた。
グループはサンチェスと2枚のアルバムを録音した。最初の1枚である『スピーキング・オブ・ナウ』は、2003年にグラミー賞でコンテンポラリージャズアルバムの最優秀賞を受賞した。同名のツアーを収録したDVDもリリースされている。2枚目のアルバム『ザ・ウェイ・アップ』は2005年1月にリリースされた。サンチェスは、メセニーの指揮のもと、さまざまなカルテットやトリオにも参加している。パット・メセニー・トリオ（ギターはメセニー、ドラムはサンチェス、ベースはクリスチャン・マクブライド）が、2008年1月にアルバム『デイ・トリップ』をリリースし、ジャズ批評家の間で高い評価を得た。2012年には、パット・メセニーのアルバム『ユニティ・バンド』でもドラマーを務めた。
2006年、サンチェスはニューヨーク大学（NYU）の学部に加わった。翌年、CAM Jazzから最初のソロ・アルバム『マイグレーション』を録音した。アルバムには、パット・メセニー、チック・コリア、クリス・ポッター、デヴィッド・サンチェス、スコット・コリーが参加。All About Jazzは、それを「2007年最高のデビュー作品のひとつ」と呼んだ。サンチェスはこのアルバムについて次のように述べている。「これがドラマーのアルバムだと言われたくなかったんです……それがどんな楽器奏者からでもつくられ得る何かであってほしかった。音楽に関しては、ソロをどれだけ盛り込んだかではなく、自分が楽器を吹いたとして十分に叩けたか否かでした。音楽がとてもメロディックでアクセスしやすく、本当に良い相互作用がたくさんあるようにしたかったんです」。
2010年、サンチェスは2枚目のソロ・アルバム『ライヴ・イン・ニューヨーク・アット・ジャズ・スタンダード』をリリースし、好評を博した。2枚組となったライブ・アルバムは、アルトサックスのミゲル・ゼノン、テナーサックスのデヴィッド・サンチェス、アコースティックベースのスコット・コリーらによる、アントニオのバンドがアメリカ・ツアーの後に、ニューヨークにあるジャズ・スタンダードにてレコーディングされた。
2013年には3枚目のソロ・アルバムをリリースした。アルバム『ニュー・ライフ』は、2012年1月に録音された。オリジナル8曲が収録されており、ボーカルはタナ・アレクサ、アルトサックスはデヴィッド・ビニー、テナーサックスはダニー・マッキャスリン、ピアノはジョン・エスクリート、ベースはマット・ブリューワーをフィーチャーしている。すべてのソロ・アルバムは「Cam Jazz」レーベルからリリースされている。
2014年、サンチェスは『バードマン あるいは（無知がもたらす予期せぬ奇跡）』の映画スコアを作成。サウンドトラック・アルバムが、2014年10月14日にリリースされた。このスコアによって「ゴールデングローブ賞 作曲賞」と「英国アカデミー賞 作曲賞」などにノミネートされた。そして彼は「放送映画批評家協会賞 作曲賞」と「サテライト賞 作曲賞」を獲得した。しかし、この映画にはクラシック音楽もかなり使用されていたため「アカデミー作曲賞」を獲得する資格を彼は持っていなかった。
サンチェスの2017年のアルバム『バッド・オンブレ』が、グラミー賞の最優秀コンテンポラリー・インストゥルメンタル・アルバムにノミネートを彼にもたらした。
サンチェスは、2019年もパット・メセニーのバンドに参加し続け、広範囲にわたるツアーを行い、2020年に新しいアルバム『フロム・ディス・プレイス』をリリースした。

## 使用楽器
サンチェスはヤマハのドラム、レモのドラムヘッド、ジルジャンのシンバルとスティック、LPパーカッションのみを演奏している。

## ディスコグラフィ

### リーダー・アルバム
- 『マイグレーション』 - Migration (2007年、CAM Jazz)
- 『ライヴ・イン・ニューヨーク・アット・ジャズ・スタンダード』 - Live in New York at Jazz Standard (2010年、CAM Jazz)
- 『ニュー・ライフ』 - New Life (2013年、CAM Jazz)
- 『「バードマン あるいは(無知がもたらす予期せぬ奇跡)」オリジナル・サウンドトラック』 - Birdman (2014年、Milan)
- 『スリー・タイムス・スリー』 - Three Times Three (2015年、CAM Jazz)
- 『ザ・メディリアン・スィート』 - The Meridian Suite (2015年、CAM Jazz) ※アントニオ・サンチェス&マイグレーション名義
- 『バッド・オンブレ』 - Bad Hombre (2017年、CAM Jazz)
- 『チャンネルズ・オブ・エナジー』 - Channels Of Energy (2018年、CAM Jazz)
- 『ラインズ・イン・ザ・サンド』 - Lines in the Sand (2019年、CAM Jazz)

### 参加アルバム
マイケル・ブレッカー
- 『ワイド・アングルズ』 - Wide Angles (2003年、Verve)

デワ・ブジャナ
- Hasta Karma (2015年、Moonjune)

ゲイリー・バートン
- 『クァルテット・ライヴ!』 - Quartet Live (2009年、Concord Jazz)
- Common Ground (2011年、Mack Avenue)
- 『ガイデッド・ツアー』 - Guided Tour (2013年、Mack Avenue)

アヴィシャイ・コーエン
- Unity (2001年、Stretch)

スコット・コリー
- Architect of the Silent Moment (2007年、CAM Jazz)

チック・コリア
- 『ドクター・ジョー〜ジョー・ヘンダーソンに捧ぐ』 - Dr. Joe (2008年、Stretch)

ベンディク・ホフセス
- XI (2009年、Grappa)

パット・メセニー
- 『スピーキング・オブ・ナウ』 - Speaking Of Now (2002年、Warner Bros.)
- 『ザ・ウェイ・アップ』 - The Way Up (2005年、Nonesuch)
- 『デイ・トリップ』 - Day Trip (2008年、Nonesuch)
- 『トーキョー・デイ・トリップ』 - Tokyo Day Trip (2008年、Nonesuch)
- 『ユニティ・バンド』 - Unity Band (2012年、Nonesuch)
- 『タップ』 - Tap: Book of Angels Volume 20 (2013年、Nonsuch/Tzadik)
- KIN (←→) (2014年、Nonesuch)
- 『ユニティ・セッションズ』 - The Unity Sessions (2016年、Nonesuch)
- 『フロム・ディス・プレイス』 - From This Place (2020年、Nonesuch)

エンリコ・ピエラヌンツィ
- Live at Birdland (2010年、CAM Jazz) ※Enrico Pieranunzi Latin Jazz Quintet名義
- 『ストーリーズ』 - Stories (2011年、CAM Jazz)
- 『パーミュテーション』 - Permutation (2012年、CAM Jazz)

## 追補
- Bad Hombre - an interview to Antonio Sánchez by JazzEspresso